# Mahonia roxburghii
Mahonia roxburghii là một loài thực vật có hoa trong họ Hoàng mộc. Loài này được (DC.) Takeda mô tả khoa học đầu tiên năm 1917.